# Dendrochirus tuamotuensis
Dendrochirus tuamotuensis là một loài cá biển thuộc chi Dendrochirus trong họ Cá mù làn. Loài này được mô tả lần đầu tiên vào năm 2013.

## Từ nguyên
Từ định danh tuamotuensis được đặt theo tên của nơi đầu tiên thu thập mẫu định danh của loài cá này, quần đảo Tuamotu (Polynésie thuộc Pháp), cũng là nơi duy nhất mà loài này được biết đến.

## Phân bố
Trong quá trình nghiên cứu lại chi Dendrochirus, D. tuamotuensis được phát hiện qua một mẫu vật được tìm thấy trong bộ sưu tập của Bảo tàng Bishop (Honolulu). Mẫu vật không xác định này được thu thập từ rạn san hô vòng Makemo (Tuamotu) ở độ sâu 120 m.

## Mô tả
Chiều dài được ghi nhận ở mẫu vật D. tuamotuensis này là 5,7 cm. Màu sắc khi mẫu vật còn sống không được ghi nhận lại. Rìa sau vây ngực của chúng có khía rõ, đầu và thân tương đối nông và hẹp, được xếp vào phức hợp loài Dendrochirus brachypterus.
Số gai ở vây lưng: 13; Số tia vây ở vây lưng: 9; Số gai ở vây hậu môn: 3; Số tia vây ở vây hậu môn: 5; Số tia vây ở vây ngực: 19.